# Meistaradeildin (1948)
Meistaradeildin 1948 – 6. sezon pierwszej ligi piłki nożnej archipelagu Wysp Owczych. Zwycięzcą został B36 Tórshavn, pokonując mistrza z poprzedniego roku - SÍ Sørvágur. W rozgrywkach wzięło udział sześć zespołów. Wystąpiły po raz pierwszy drugie składy B36 Tórshavn oraz HB Tórshavn, natomiast grać zaprzestały trzy inne kluby: MB Miðvágur, SÍ Sørvágur oraz SÍF Sandavágur.

## Uczestnicy
| Uczestnicy Meistaradeildin 1947                                                                               | Uczestnicy Meistaradeildin 1947 | Uczestnicy Meistaradeildin 1947 | Uczestnicy Meistaradeildin 1947 |
| --- | ------------------------------- | ------------------------------- | ------------------------------- |
| KÍ | KÍ Klaksvík                     | 2                               |                                 |
| HB | HB Tórshavn                     | 3                               |                                 |
| B36 | B36 Tórshavn                    | 4                               |                                 |
| VB | VB Vágur                        | 5                               |                                 |
| Nowi uczestnicy                                                                                               |                                 |                                 |                                 |
| B36II | B36 II Tórshavn                 |                                 |                                 |
| HBII | HB II Tórshavn                  |                                 |                                 |
| Oznaczenia: - kolumna pierwsza – skróty nazw drużyn, - kolumna trzecia – miejsce zajęte w poprzednim sezonie. |                                 |                                 |                                 |

## Rozgrywki

### Tabela
| Lp. | Drużyna          | M | Z | R | P | Bramki | Bramki | Różn. | Pkt | Uwagi |
| --- | ---------------- | - | - | - | - | ------ | ------ | ----- | --- | ----- |
| 1   | B36 Tórshavn (M) | 5 | 4 | 1 | 0 | 23     | 3      | +20   | 9   |       |
| 2   | HB Tórshavn      | 5 | 3 | 2 | 0 | 14     | 6      | +8    | 8   |       |
| 3   | KÍ Klaksvík      | 5 | 3 | 1 | 1 | 29     | 5      | +24   | 7   |       |
| 4   | VB Vágur         | 5 | 2 | 0 | 3 | 2      | 12     | −10   | 4   |       |
| 5   | HB II Tórshavn   | 5 | 1 | 0 | 4 | 7      | 21     | −14   | 2   |       |
| 6   | B36 II Tórshavn  | 5 | 0 | 0 | 5 | 1      | 29     | −28   | 0   |       |

### Wyniki spotkań
| Gospodarz \ Gość | B36 | B36II | HB  | HBII | KÍ   | VB   |
| B36 Tórshavn     |     | 11:0  |     |      |      | 5:0  |
| B36 II Tórshavn  |     |       | 1:4 | 0:3  | 0:11 |      |
| HB Tórshavn      | 1:1 |       |     |      | 3:3  | 0:01 |
| HB II Tórshavn   | 2:4 |       | 1:6 |      |      |      |
| KÍ Klaksvík      | 0:2 |       |     | 9:0  |      | 6:0  |
| VB Vágur         |     | 0:02  |     | 2:1  |      |      |

Aktualne na 15 marca 2015. Źródło: FaroeSoccer.com
Objaśnienia:
1Drużyna gospodarzy jest wymieniona po lewej stronie tabeli.
Kolory: zielony – zwycięstwo gospodarzy, żółty – remis, różowy – zwycięstwo gości.
Objaśnienia:
1. HB Tórshavn zwyciężył walkowerem. Ponieważ VB Vágur nie wystawił na mecz pełnego składu, HB przyznano zwycięstwo, jednak bez przyznania bramek[1].
2. VB Vágur zwyciężył walkowerem. Ponieważ B36 II Tórshavn nie wystawił na mecz pełnego składu, VB przyznano zwycięstwo, jednak bez przyznania bramek[2].

## Sędziowie
Następujący arbitrzy sędziowali poszczególne mecze Meistaradeildin 1948:
| Kraj        | Imię i nazwisko     | Klub | Data urodzenia | Debiut w Meistaradeildin | Mecze w Meistaradeildin | Mecze w sezonie 1948 |
| ----------- | ------------------- | ---- | -------------- | ------------------------ | ----------------------- | -------------------- |
| Wyspy Owcze | John Reid Bjartalíð | ?    | ?              | ?                        | ?                       | 1                    |
| Wyspy Owcze | Steingrím Joensen   | ?    | ?              | ?                        | ?                       | 1                    |
| Dania       | Poul Jørgensen      | ?    | ?              | ?                        | ?                       | 2                    |
| Wyspy Owcze | Napoleon Mortensen  | ?    | ?              | ?                        | ?                       | 1                    |
| Wyspy Owcze | Jacob Petersen      | ?    | ?              | ?                        | ?                       | 2                    |
| Dania       | Arne Rasmussen      | ?    | ?              | ?                        | ?                       | 4                    |
| Wyspy Owcze | Albin Wang          | ?    | ?              | ?                        | ?                       | 1                    |
| Wyspy Owcze | Franklin Ziska      | ?    | ?              | ?                        | ?                       | 1                    |